# TV Morena Ponta Porã
TV Morena Ponta Porã é uma emissora de televisão brasileira sediada em Ponta Porã, e com sucursal em Dourados, ambas cidades do estado de Mato Grosso do Sul. Opera no canal 4 (30 UHF digital), e é afiliada à TV Globo. Pertencente à Rede Matogrossense de Comunicação, é uma das emissoras regionais da TV Morena, que tem a central localizada em Campo Grande, e gera sua programação para 45 municípios. Em Ponta Porã, a emissora mantém sua estrutura localizada na Vila Luiz Curvo, e em Dourados, seus estúdios e transmissores estão localizados no Jardim Murakami.
A emissora possui ainda uma segunda sucursal em Três Lagoas, inaugurada em 2005, onde são produzidas matérias para os seus telejornais.

## História
A Rede Matogrossense de Televisão recebeu a outorga para um terceiro canal de televisão em Mato Grosso do Sul em 1988, após vencer a licitação para o canal 4 VHF de Ponta Porã. Após um ano de preparativos, a TV Sul América foi inaugurada em 26 de setembro de 1989. Ao mesmo tempo, foi criada uma sucursal da emissora em Dourados, onde a programação passou a ser produzida em conjunto com a geradora em Ponta Porã. Em 2008, a emissora passou a se chamar TV Morena Ponta Porã.

## Sinal digital
| Canal virtual | Canal digital | Resolução de tela | Programação                                           |
| ------------- | ------------- | ----------------- | ----------------------------------------------------- |
| 4.1           | 30 UHF        | 1080i             | Programação principal da TV Morena Ponta Porã / Globo |

A emissora iniciou suas transmissões digitais em 15 de outubro de 2013, através do canal 30 UHF para Ponta Porã e áreas próximas. No mesmo dia, também entrou no ar o sinal digital da retransmissora de Dourados, pelo canal 31 UHF.
Transição para o sinal digital
Com base no decreto federal de transição das emissoras de TV brasileiras do sinal analógico para o digital, a TV Morena Ponta Porã cessou suas transmissões pelo canal 4 VHF em 31 de julho de 2022.